# Cémaco (huyện)
Huyện Cémaco là một huyện (distrito) thuộc tỉnh Emberá ở Panama. Theo điều tra dân số năm 2000, huyện này có dân số 6292 người. Huyện Cémaco có diện tích 3101 km². Huyện lỵ đóng tại Cirilo Guainora.